# 广东谘议局

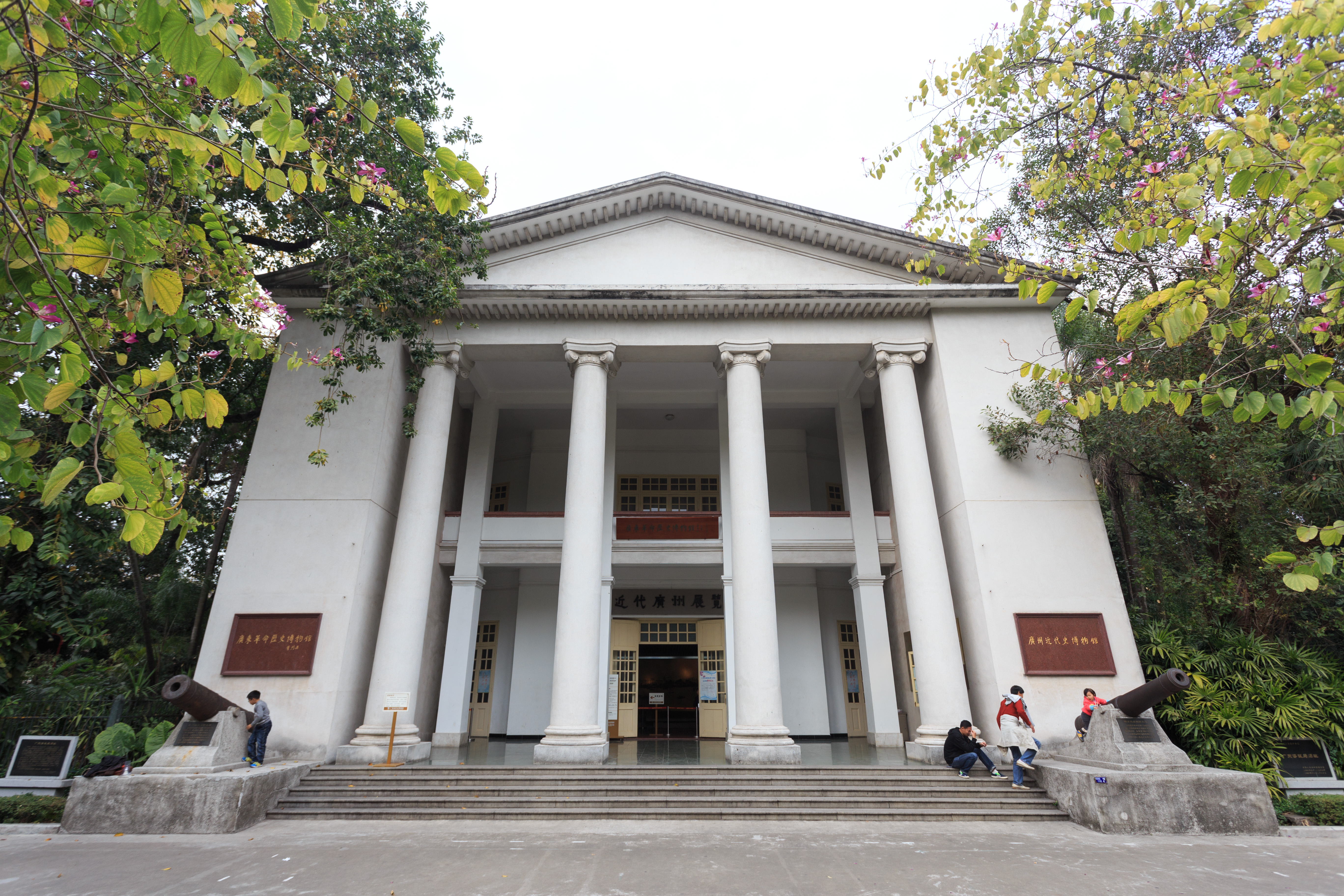
广东谘议局旧址

广东谘议局是1909年至1911年间，清政府在广东省设立的谘议局。在广州的旧址现为广东革命历史博物馆。

## 历史

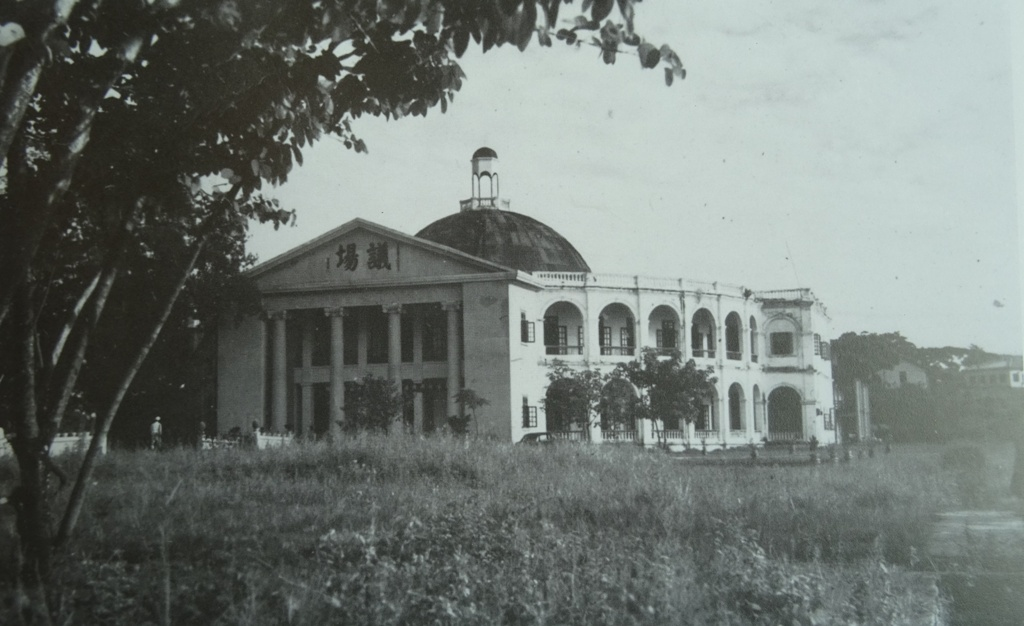
廣東諮議局舊影

1907年，清政府预备立宪，决定于各省设立谘议局。1909年2月，两广总督张人骏成立广东谘议局筹办处。全省被分为94个初选区与16个复选区，共有选民14.15万人（为全省人口的0.43%），并于7月17日、8月25日先后举行了初选与复选。最终选举产生了94名议员。10月14日，广东谘议局正式成立，局址位于现广州起义烈士陵园内，现为广东革命历史博物馆。谘议局成立后共召开过两次常年会与两次临时会，最终于辛亥革命爆发后于1911年12月撤销。
辛亥革命爆發後，廣東軍政府成立，胡漢民、朱執信等鑒於當時的廣東各界代表集會受耆紳巨商影響較大，為擺脫被動而於1911年12月5日，在總商會召開各界代表臨時大會，建議組織臨時省議會。議員名額定為一百二十人，其中同盟會員占百分之九十。12月24日，召開臨時省議會成立大會，選舉黃錫銓為議長，盧信、謝已原為副議長。選出楊永泰、徐傅霖、司徒穎、盧信四人代表廣東為南京臨時政府參議員。而諮議局址沿用為臨時省議會辦公地。1913年，臨時省議會改組成成立第一屆省議會。

## 议员
广东谘议局议员有96人，包括定额91人、驻防3人、候补1人、秘书长1人：
- 议长：易学清
- 副议长：丘逢甲、卢乃潼
- 议员：陈兆澎、蔡念谟、何履中、黄朝恩、陈念典、刘冕卿、汤藻芳、莫伯洢、卢铭勋、黄有恭、黄梅年、赵宗坛、邝锡尧、陈伯森、黄毓棠、陈岳英、罗桓熊、区赞森、杨蔚彪、区达名、谢耀堂、陈汝霖、伍于瀚、孔济猷、邓鼐、陈汝诏、黄英华、黄培元、邓宪禹、唐汝源、刘曜垣、黄葆熙、陈鼎勋、邓家仁、周钟英、龙怡平、平远、吴迁善、崔镇、黄颖奇、苏秉枢、陈寿崇、华祝嵩、邓云鹏、李滋湘、彭宝森、邓承愭、陈炯明、黄云章、练毓璋、林堉、萧永华、萧之桢、王廷献、赖耀、黄锡畴、谢陶、罗文光、沈秉仁、李鉴渊、陈乃勋、张养淮、罗献修、梁国俊、叶承训、苏元瑞、周兆龄、张乃瑞、雷庆河、何国铨、刘植卿、叶瑞图、刘述尧、林晋堃、陈寿庚、周廷励、杨彦深、刘运熙、王师信、赵绍彰、吴霏、梁庭楷、郑润霖、吴泽琼、王绍祜、王国宪、陈公贤、陈所能、郑绍材、赖文杰、黄玉钟、陈鸿煊
- 秘书长：古应芬